# Abell 36

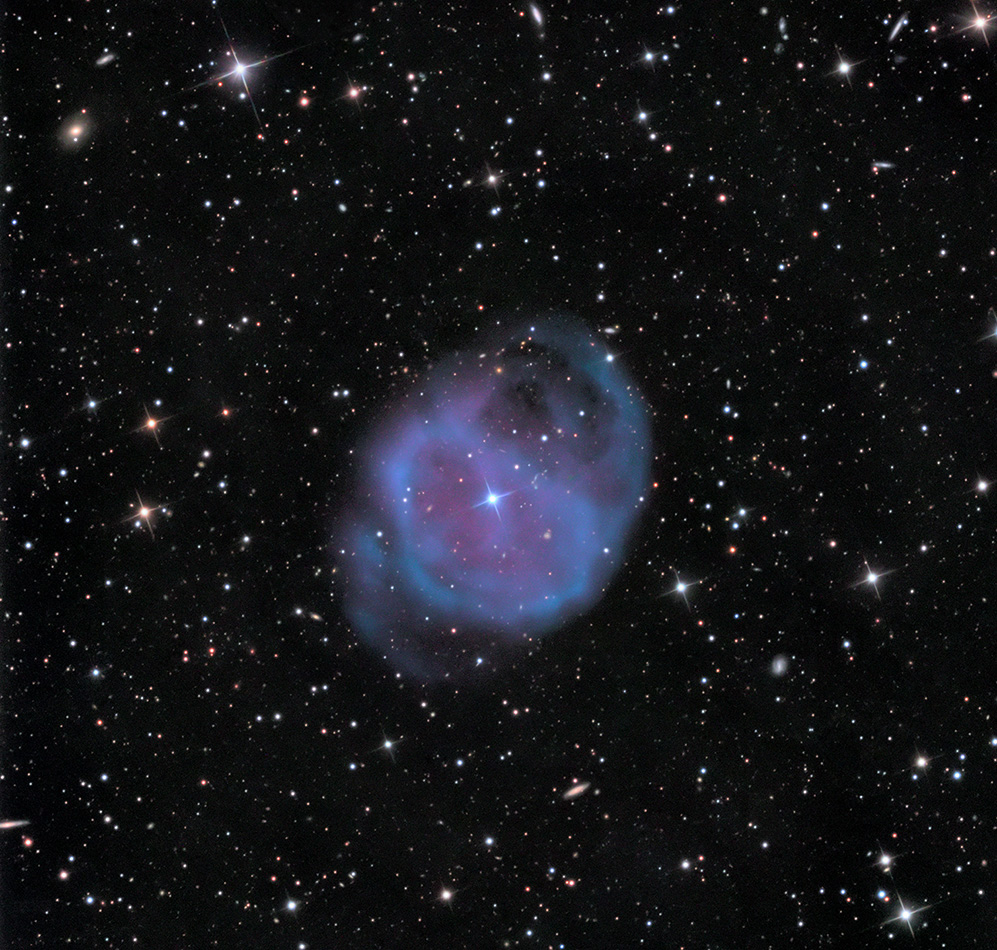

Abell 36 est une nébuleuse planétaire qui est située à ∼ 1 400 a.l. (∼ 429 pc) dans la constellation de la Vierge.